# Clinodiplosis botularia
Clinodiplosis botularia är en tvåvingeart som först beskrevs av Johannes Winnertz 1853.  Clinodiplosis botularia ingår i släktet Clinodiplosis och familjen gallmyggor. Inga underarter finns listade i Catalogue of Life.